# 자오령
자오령(子午嶺) 혹은 교산산지(橋山山地)는 중국 섬서성(陝西省)과 감숙성(甘肅省) 경계에 위치한 산맥이다. 낙하(洛河)와 경하(涇河) 지류인 환강(環江) 사이에 있으며, 황투고원(黃土高原)의 일부분이다. 자오령은 총면적 3만km2이다. 참고로 섬서성 면적이 약 17,000km2이다. 자오령 산지 동남쪽의 교산(橋山, 챠오산)에는 황제릉(黃帝陵)이 있다.

## 같이 보기
- 오르도스고원
- 황투고원